# 27 mai (calendar ortodox)

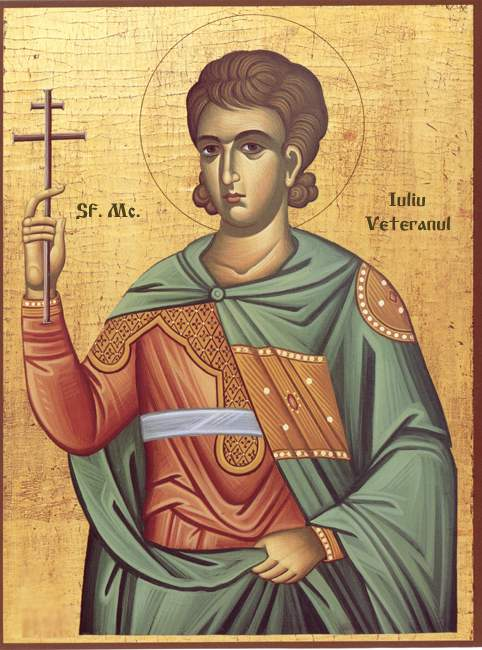
Iuliu Veteranul

27 mai în calendarul ortodox:

## Sfinți
- pomenirea sfântului sfințitului mucenic Eladie
- pomenirea sfântului Iuliu Veteranul din Durostor
- pomenirea sfântului mucenic Terapont, episcopul Sardiei
- pomenirea sfântului Beda Venerabilul (Anglia, + 735)
- pomenirea sfântului Ioan Rusul, mărturisitorul și făcătorul de minuni (+ 1730)

## Evenimente
- 1570: Diaconul Coresi termină de tipărit Psaltirea în limba română[2]